# Atizapán
Atizapán é um município do estado do México, no México.

## Governo e administração
| Prefeito                       | Periodo   |
| ------------------------------ | --------- |
| Octavio Rojas Ramírez          | 2000-2003 |
| Floriberto Juárez Portillo     | 2003-2006 |
| Francisco Javier López Villa   | 2006-2009 |
| Matias Flores Avila            | 2009-2012 |
| Paul Reyes Gutierrez           | 2012-2015 |
| Guadalupe Javier Pérez Arcadio | 2015-2018 |